# Schoterbos
Het Schoterbos is een park in Haarlem-Noord. Het is in de 20e eeuw aangelegd als Noorderhout op de voormalige buitenplaats Sparenhove. Het is later hernoemd naar de zuidelijker gelegen voormalige heerlijkheid Schoterbosch. 
In het Schoterbos bevinden zich onder meer een hostel van Stayokay, zwembad, schooltuinen, kinderboerderij, een kleine dierentuin (Artisklas) en het Haarlemstadion.
Het park wordt sinds 2018 in verschillende fases vernieuwd. Zo krijgt onder andere een scoutingclub uit noord een nieuw onderkomen in het park. 